# Pomino (vino)
Pomino è una DOC riservata ad alcuni vini la cui produzione è consentita nella città metropolitana di Firenze.

## Disciplinare
Il Pomino DOC è stato istituito con DPR 25 febbraio 1983 pubblicato sulla Gazzetta Ufficiale n. 262 del 23 settembre 1983.
Successivamente è stato modificato con:
- DM 7 febbraio 2005 G.U. 40 – 18 febbraio 2005
- DM 12 giugno 2006 G.U. 147 - 27 giugno 2006
- DM 8 novembre 2010 G.U. 269 - 17 novembre 2010
- DM 30 novembre 2011 G.U. 295 – 20 dicembre 2011
- La versione in vigore è stata approvata con DM 7 marzo 2014 Pubblicato sul sito ufficiale del Mipaaf - Sezione Qualità e Sicurezza Vini DOP e IGP

## Tipologie

### Bianco
| uvaggio                        | Pinot bianco, Pinot grigio e Chardonnay da soli o congiuntamente min 70%; possono concorrere alla produzione le uve di altri vitigni a frutto bianco idonei alla coltivazione in Toscana max 30%. |
| titolo alcolometrico minimo    | 11,00% vol. |
| acidità totale minima          | 4,5 g/l. |
| estratto secco minimo          | 16,00 g/l |
| resa massima di uva per ettaro | 90 q. |
| resa massima di uva in vino    | 70 % |

#### Caratteri organolettici
- Aspetto: bianco paglierino a volte con riflessi verdolini.
- Olfatto: delicato, gradevole.
- Gusto: armonico, asciutto, di medio corpo e retrogusto lievemente amarognolo.

### Bianco riserva
Invecchiamento obbligatorio non inferiore a un anno, di cui almeno otto mesi in botti di rovere o in piccoli carati sempre di rovere.
| uvaggio                        | Pinot bianco, Pinot grigio e Chardonnay da soli o congiuntamente min 70%; possono concorrere alla produzione le uve di altri vitigni a frutto bianco idonei alla coltivazione in Toscana max 30%. |
| titolo alcolometrico minimo    | 12,00% vol. |
| acidità totale minima          | 4,5 g/l. |
| estratto secco minimo          | 16,00 g/l |
| resa massima di uva per ettaro | 90 q. |
| resa massima di uva in vino    | 70 % |

#### Caratteri organolettici
- Aspetto: bianco paglierino con riflessi verdolini
- Olfatto: delicato, fruttato, gradevole.
- Gusto: armonico, asciutto con retrogusto lievemente amarognolo.

### Rosso
Invecchiamento obbligatorio di almeno sei mesi in botti di rovere o in piccoli carati di rovere.
| uvaggio                        | Sangiovese min 50%; Pinot nero e Merlot da soli o congiuntamente max 50%; possono concorrere alla produzione le uve delle varietà di vitigni a bacca rossa idonei alla coltivazione in Toscana max 25% del totale delle viti. |
| titolo alcolometrico minimo    | 12,00% vol. |
| acidità totale minima          | 4,5 g/l. |
| estratto secco minimo          | 22,00 g/l |
| resa massima di uva per ettaro | 90 q. |
| resa massima di uva in vino    | 70 % |

#### Caratteri organolettici
- Aspetto: rosso rubino vivace, con sfumature granate più o meno intense.
- Olfatto: vinoso, intenso e caratteristico.
- Gusto: asciutto, armonico, robusto, leggermente tannico nei prodotti giovani.

### Rosso riserva
Invecchiamento obbligatorio non inferiore a due anni, di cui almeno dodici mesi in botti di rovere o in piccoli carati sempre di rovere, successivamente prevede un affinamento in bottiglia di almeno tre mesi prima dell'immissione al consumo.
| uvaggio                        | Sangiovese min 50%; Pinot nero e Merlot da soli o congiuntamente max 50%; possono concorrere alla produzione le uve delle varietà di vitigni a bacca rossa idonei alla coltivazione in Toscana max 25% del totale delle viti. |
| titolo alcolometrico minimo    | 12,50% vol. |
| acidità totale minima          | 4,5 g/l. |
| estratto secco minimo          | 23,00 g/l |
| resa massima di uva per ettaro | 90 q. |
| resa massima di uva in vino    | 70 % |

#### Caratteri organolettici
- Aspetto: rosso rubino con sfumature granate più o meno intense.
- Olfatto: intenso e caratteristico di frutta matura, armonico.
- Gusto: asciutto, robusto, morbido e vellutato con sentori di confettura.

### Pinot Nero
| uvaggio                        | Pinot Nero min 85%; possono concorrere alla produzione le uve delle varietà di vitigni a bacca rossa idonei alla coltivazione in Toscana, da soli o congiuntamente max 15% del totale delle viti. |
| titolo alcolometrico minimo    | 12,00% vol. |
| acidità totale minima          | 4,5 g/l. |
| estratto secco minimo          | 22,00 g/l |
| resa massima di uva per ettaro | 90 q. |
| resa massima di uva in vino    | 70 % |

#### Caratteri organolettici
- Aspetto: rosso rubino vivace, con sfumature granate più o meno intense.
- Olfatto: vinoso, intenso e caratteristico.
- Gusto: asciutto, armonico, robusto, leggermente tannico nei prodotti giovani.

### Merlot
| uvaggio                        | Merlot min 85%; possono concorrere alla produzione le uve delle varietà di vitigni a bacca rossa idonei alla coltivazione in Toscana, da soli o congiuntamente max 15% del totale delle viti. |
| titolo alcolometrico minimo    | 12,00% vol. |
| acidità totale minima          | 4,5 g/l. |
| estratto secco minimo          | 22,00 g/l |
| resa massima di uva per ettaro | 90 q. |
| resa massima di uva in vino    | 70 % |

#### Caratteri organolettici
- Aspetto: rosso rubino vivace, con sfumature granate più o meno intense.
- Olfatto: vinoso, intenso e caratteristico.
- Gusto: asciutto, armonico, robusto, leggermente tannico nei prodotti giovani.

#### Abbinamenti consigliati
- Pomino Vin Santo rosso
- Pomino Vin Santo bianco